# جايبا
جايبا هي بلدية في مقاطعة روفيغو في إقليم فينيتو الإيطالي، وتقع على بعد حوالي 80 كيلومترًا جنوب غرب البندقية وحوالي 25 كيلومترًا جنوب غرب روفيغو.

## التطور الديموغرافي

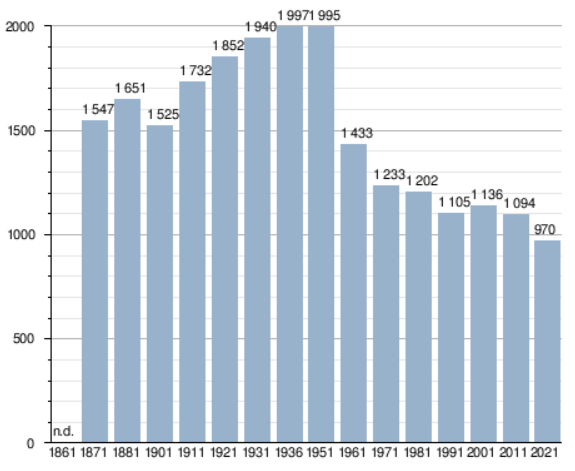
رسم بياني يوضح التطور الديموغرافي لجايبا

السكان المسجلون

## المدن المشابهة
- ألويرنيا، بولندا
- كوليجنو، إيطاليا
- روكيتا سانت أنطونيو، إيطاليا